# Église Sainte-Philomène de Paradera
L'église Sainte-Philomène (en papiamento : Parokia Santa Filomena ; en néerlandais : St. Filomenakerk) est une église catholique, située à Paradera, à Aruba, dans les Petites Antilles.

## Historique
L'église Sainte-Philomène suit le rite latin et dépend du diocèse de Willemstad, localisé à Curaçao. Comme son nom l'indique était dédié à sainte Philomène, une vierge grecque martyre vénérée dans l'Église catholique.
C'est une attraction touristique majeure à Paradera, car le bâtiment domine l'horizon par rapport au reste de l'architecture locale.